# 三时系念
三时系念，又名“中峰三时系念”。是一个佛教的法会名称，该法会最早是由元朝时期的一位汉传佛教大师—中峰明本所提倡。

## 名词缘由
- 三时：是指古印度时期的上座部佛教修行者将时间所划分的时间段，分为“日初”，“日中”，“日没”。[1]
- 系念：则是指在宗教仪式里的三个时间段诵读与观想《佛说阿弥陀经》里的弥陀如来庄严而又舒圣的“清泰世界”。以及用清净身，口，意诵读各类佛教真言来为亡者进行回向以达到超度亡者脱离地狱而升至极乐世界。[1]

## 中峰三时系念全集
参见：
- . 维基文库.
- . 维基文库.